# Ricardo Pineda Milla
Ricardo Arturo Pineda Milla (*1 de junio de 1918 - 13 de mayo de 2014) abogado y diplomático hondureño, fue Canciller de la república de Honduras.

## Biografía
Ricardo Arturo Pineda Milla, pasó parte de su juventud en la ciudad de Chiquimula, república de (Guatemala), donde su padre se encontraba exiliado por su oposición al régimen general Tiburcio Carías Andino.
Ricardo, obtuvo su título de Abogado de la Universidad Nacional Autónoma de Honduras en la ciudad de Tegucigalpa y se distinguió en el ejercicio liberal de su profesión.
Desde joven se incorporó a las filas del Partido Liberal de Honduras, pero sus principales actividades como funcionario público las desarrolló en el ámbito diplomático. Fue director de Protocolo de Honduras y después embajador en la república de Nicaragua, cargo al que renunció en 1963 al ser derrocado el gobierno constitucional del Ramón Villeda Morales.
Más tarde desempeñó los cargos de embajador de Honduras en el Reino Unido, en Colombia y en México; después fue nombrado viceministro de Relaciones Exteriores en la administración del general Oswaldo López Arellano, allí en 1974 fue partícipe en la incorporación de la mujer en el desarrollo comunal, seguidamente participó en 1986 en México, dentro del Instituto Indigenista Interamericano. Después fue nombrado como ministro interino de Relaciones Exteriores durante el gobierno del presidente general Juan Alberto Melgar Castro.
El abogado falleció en la ciudad de Tegucigalpa capital de Honduras, el 11 de mayo de 2014, a la edad de 96 años.